# Metronom

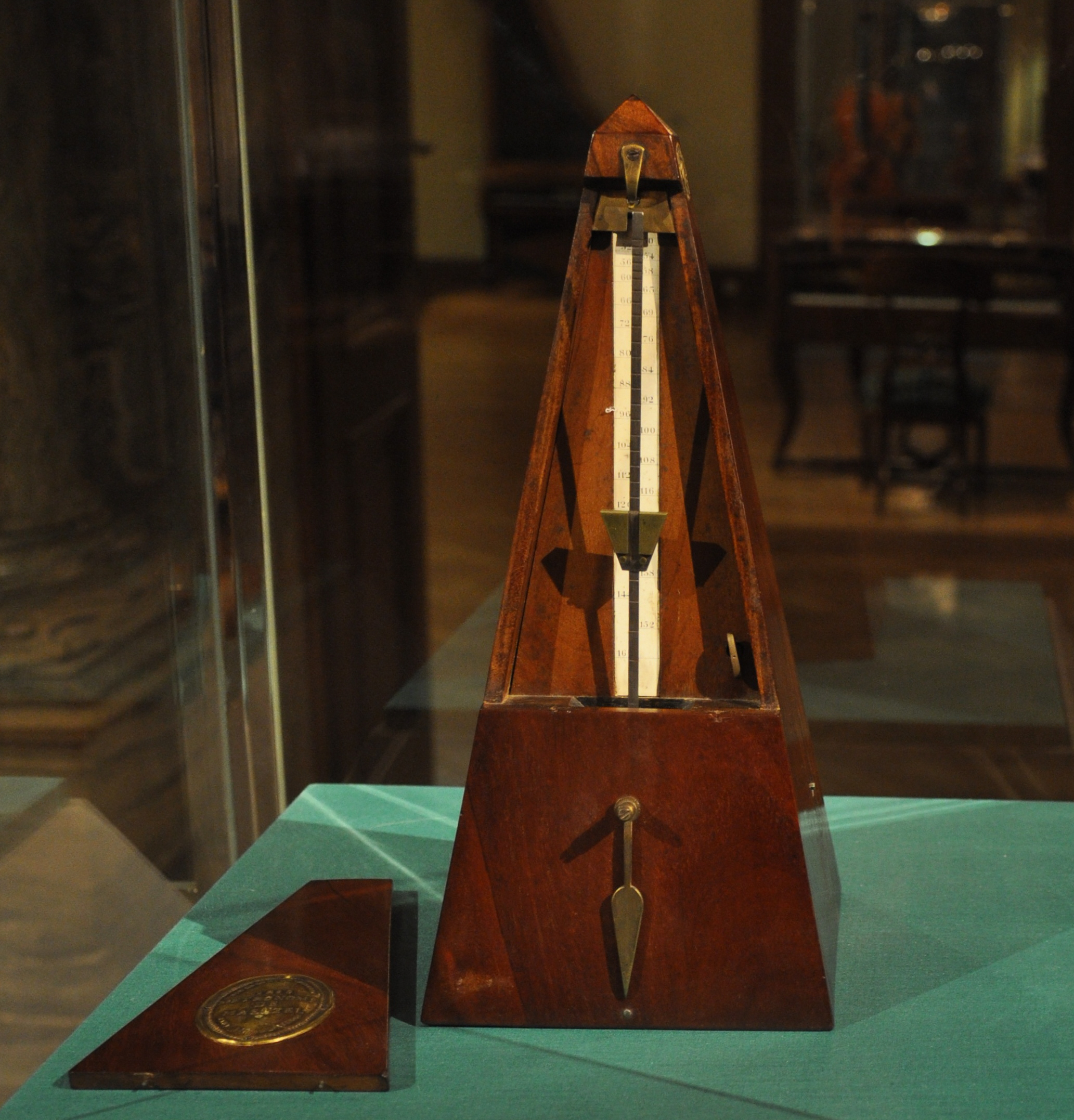
Mentronom Mälzel, Paris, 1815. Aflat astăzi la Kunsthistorisches Museum în Viena.

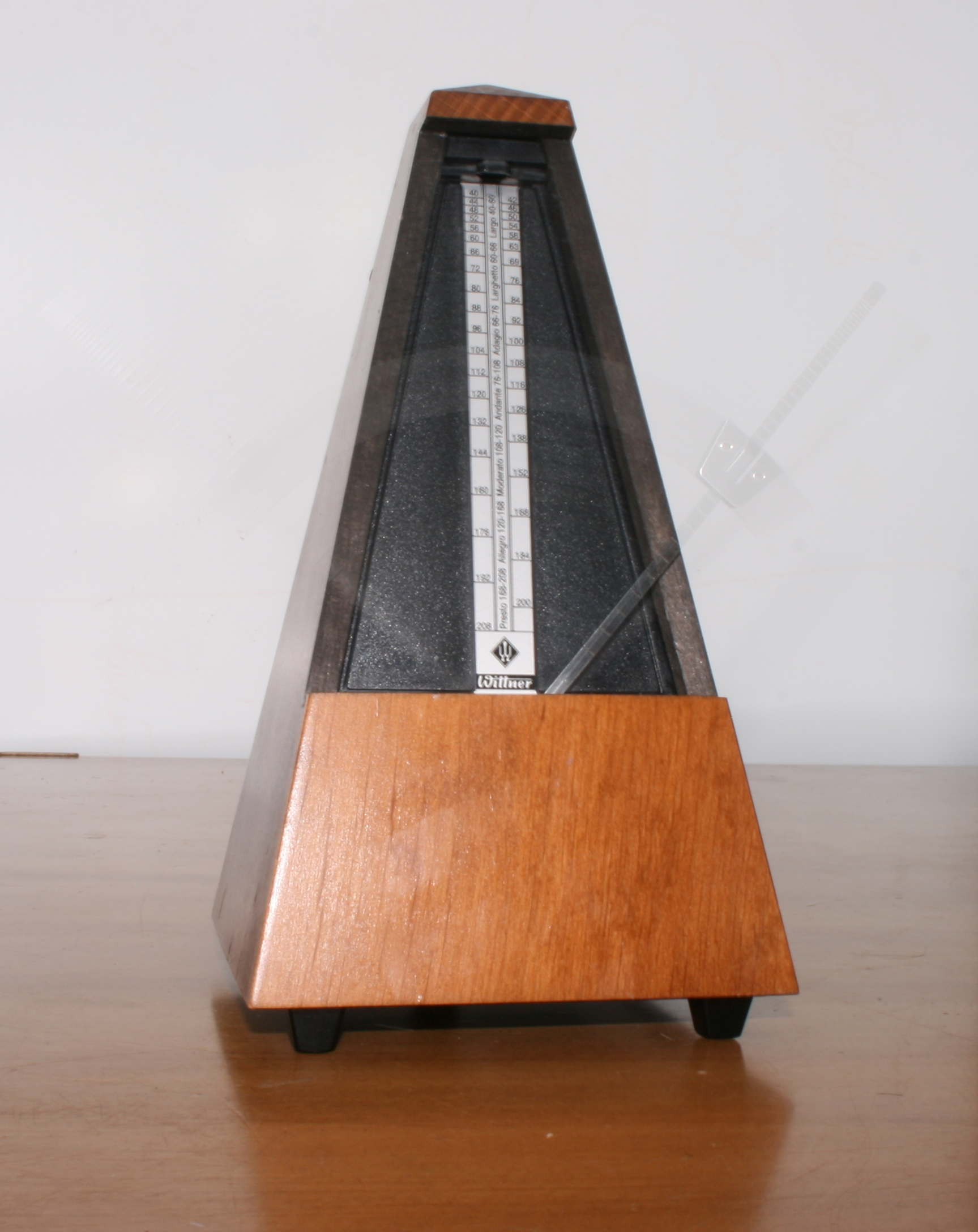
Metronom în funcțiune. Fabricație vest-germană de lemn

Metronomul este un dispozitiv mecanic, electronic sau electromecanic care emite semnale auditive și vizuale regulate, marcând astfel intervale egale de timp. Este folosit de muzicieni pentru păstrarea tempoului potrivit în timp ce cântă și de compozitori, pentru a marca tempoul la care o piesă muzicală trebuie interpretată. A fost patentat de inventatorul german Johann Nepomuk Mälzel la începutul secolului al XIX-lea, deși a existat o ceartă legală în legătură cu adevăratul inventator. Acesta mai este folosit pentru măsurarea timpului. 
Tempourile standard redate de cele mai multe metronoame (în bătăi pe minut) sunt:
40 42 44 46 48 50 52 54 56 58 60 63 66 69 72 76 80 84 88 92 96 100 104 108 112 116 120 126 132 138 144 152 160 168 176 184 192 200 208
●=Bătaia metronomului
~●Apăsarea clpei de odată cu metronomul 
○Apăsarea unei clape fără bătaia metronomului.
Pentru a interpreta o melodie cu ajutorul metronomului bătăile se pot caracteriza astfel: ●~● 
sau●~●○...
(Adică apasam clapa pianului în același timp cu bătaia metronomului la bataia ●~●)
( Dar putem avea o bătaie de genul ●~●○ Adică într-o bătaie intră două sunete de ex ●Do○Do#
Bataia se aude doar pe Do
Și asa mai departe bătaie pe ●Re○#)